# El Salto (Nayarit)
El Salto es un  arroyo que se encuentra situado en el municipio de Ruiz, estado de Nayarit (México). En este lugar se construyeron 5 piletas, que se llenan con  el agua natural de un arroyo.

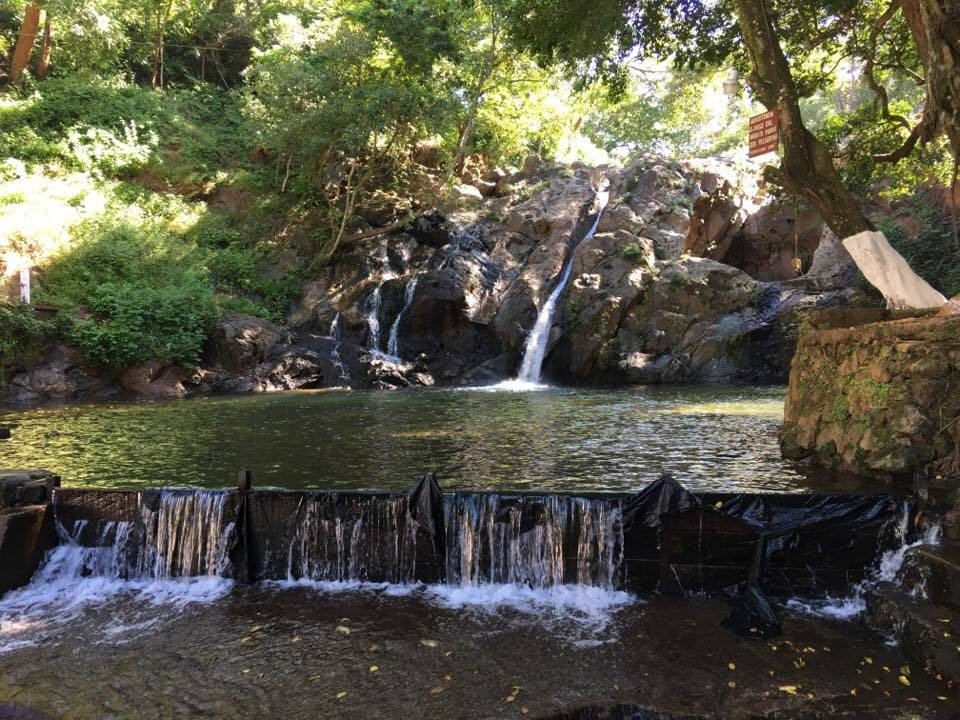
Cascada situada en El Venado, Ruiz

## Ubicación
Se localiza en la región norte-central del estado de Nayarit, a una altitud de 20 metros sobre el nivel del mar.

## Turismo
Este balneario recibe una muy extensa cantidad de turistas al año, los cuales provienen de diversas localidades de la República Mexicana incluyendo a turistas del extranjero como de Estados Unidos y Guatemala. En el año del 2010 la mayor parte de los turistas fueron del estado de Sinaloa, el cual colinda con Nayarit.

## Clima

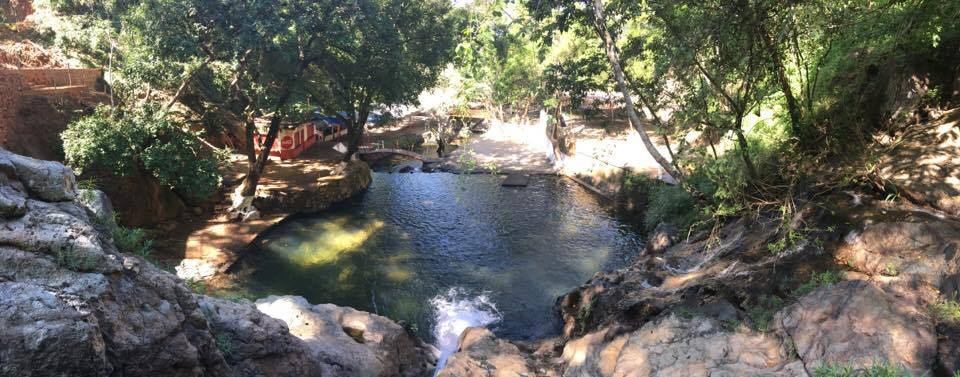

El clima es templado, lluvioso y subhúmedo, con un régimen de lluvias de junio a septiembre que fluctúa entre los 979 mm y 2 170 mm de precipitación. Está libre de heladas y los vientos moderados, que generalmente corren del noroeste al suroeste, son de poca intensidad.